# Giordania ai Giochi della XXIX Olimpiade
La Giordania ha partecipato ai Giochi della XXIX Olimpiade di Pechino, svoltisi dall'8 al 24 agosto 2008, con una delegazione di 7 atleti.

## Atletica leggera
| Gara            | Atleta             | Batterie | Batterie | Quarti  | Quarti | Semifinali | Semifinali | Finale | Finale |
| Gara            | Atleta             | Tempo    | Pos.     | Tempo   | Pos.   | Tempo      | Pos.       | Tempo  | Pos.   |
| --------------- | ------------------ | -------- | -------- | ------- | ------ | ---------- | ---------- | ------ | ------ |
| 200 m maschili  | Khalil Al Hanahneh | 21"55    | 7        |         |        |            |            |        |        |
| 800 m femminili | Baraah Awadallah   |          |          | 2'18"41 | 7      |            |            |        |        |

## Equitazione
| Gara        | Atleta           | Cavallo | Qualificazioni | Qualificazioni | Qualificazioni | Qualificazioni | Qualificazioni | Qualificazioni | Finale  | Finale  | Finale  | Finale  | Finale | Finale |
| Gara        | Atleta           | Cavallo | Turno 1        | Turno 1        | Turno 2        | Turno 2        | Turno 3        | Turno 3        | Turno A | Turno A | Turno B | Turno B | Totale | Totale |
| Gara        | Atleta           | Cavallo | Pen.           | Pos.           | Pen.           | Pos.           | Pen.           | Pos.           | Pen.    | Pos.    | Pen.    | Pos.    | Pen.   | Pos.   |
| ----------- | ---------------- | ------- | -------------- | -------------- | -------------- | -------------- | -------------- | -------------- | ------- | ------- | ------- | ------- | ------ | ------ |
| Individuale | Ibrahim Bisharat | Sam-Sam | 19             | 71             |                |                |                |                |         |         |         |         |        |        |

## Nuoto
| Gara                        | Atleta       | Batterie | Batterie | Semifinali | Semifinali | Finale | Finale |
| Gara                        | Atleta       | Tempo    | Pos.     | Tempo      | Pos.       | Tempo  | Pos.   |
| --------------------------- | ------------ | -------- | -------- | ---------- | ---------- | ------ | ------ |
| 50 m stile libero maschili  | Anas Hamadeh | 24"40    | 59       |            |            |        |        |
| 50 m stile libero femminili | Razan Taha   | 27"82    | 56       |            |            |        |        |

## Taekwondo
| Gara   | Atleta        | Tabellone principale                | Tabellone principale | Tabellone principale | Tabellone principale | Ripescaggi | Ripescaggi |
| Gara   | Atleta        | Ottavi                              | Quarti               | Semifinali           | Finale               | Semifinali | Finale     |
| ------ | ------------- | ----------------------------------- | -------------------- | -------------------- | -------------------- | ---------- | ---------- |
| +67 kg | Nadeen Dawani | Sarah Stevenson (Gran Bretagna) 2-3 |                      |                      |                      |            |            |

## Tennis tavolo
| Gara              | Atleta       | Preliminari                                            | Turno 1 | Turno 2 | Turno 3 | Turno 4 | Quarti | Semifinali | Finale |
| ----------------- | ------------ | ------------------------------------------------------ | ------- | ------- | ------- | ------- | ------ | ---------- | ------ |
| Singolo femminile | Zeina Shaban | Dana Hadacova (Rep. Ceca) 0-4 (3-11, 6-11, 8-11, 5-11) |         |         |         |         |        |            |        |